# Itilleq
Itilleq (Oude spelling: Itivdleq) is een dorp in de gemeente Qeqqata in het westen van Groenland. Het dorpje heeft 112 inwoners (2010) en is gelegen op een klein eiland.

## Geboren
- Hans Enoksen (1956), voormalig premier van Groenland.